# Liste des chapitres de One Piece (4e partie)

Cet article est un complément de l’article sur le manga One Piece. Il contient la liste des volumes du manga parus en presse du tome 61 au tome 80, avec les chapitres qu’ils contiennent. Il fait suite à Liste des chapitres de One Piece (3e partie) et est suivi de Liste des chapitres de One Piece (5e partie).
Pratiquement tous les chapitres commencent par une page d’entête racontant de manière muette une petite histoire à suivre sur les aventures d’un ou de plusieurs personnages secondaires.

## Volumes reliés

### Tomes 61 à 70
| no | Japonais        | Japonais          | Français       | Français          |
| no | Date de sortie  | ISBN              | Date de sortie | ISBN              |
| --- | --------------- | ----------------- | -------------- | ----------------- |
| 61 | 4 février 2011  | 978-4-08-870175-2 | 7 mars 2012    | 978-2-7234-8668-2 |
| Titre du volume : À l'aube d'une grande aventure vers le nouveau monde (ROMANCE DAWN for the new world —新 しい世界への冒険の夜明け—, Romansu Dōn fō za nyū wārudo —Atarashī sekai e no bōken no yoake—) Personnages en couverture : Monkey D. Luffy, Roronoa Zoro, Nami, Usopp, Sanji Vinsmoke, Tony-Tony Chopper, Nico Robin, Franky et BrookListe des chapitres : - Ch.595 : Serment (宣誓, Sensei) - Ch.596 : Spectrum (SPECTRUM) - Ch.597 : 3D2Y (3D2Y) - Ch.598 : Deux ans plus tard (2年後, Ninen-go) - Ch.599 : Les neuf pirates (九人の海賊, Kunin no kaizoku) - Ch.600 : L'île du nouveau départ (再出発の島, Saishuppatsu no shima) - Ch.601 : À l'aube d'une grande aventure vers le nouveau monde (ROMANCE DAWN for the new world —新 しい世界への冒険の夜明け—, Romansu Dōn fō za nyū wārudo —Atarashī sekai e no bōken no yoake—) - Ch.602 : En route vers les profondeurs ! (下舵いっぱい!!, Shimokaji ippai!!) - Ch.603 : Gardez-le dans un coin de votre cœur (心に留めておけ, Kokoro ni tometeoke) |                 |                   |                |                   |
| Résumé : - Arc Post-Guerre (3e partie) - Arc Retour à Sabaody - Arc Île des Hommes-Poissons (1re partie) |                 |                   |                |                   |
| 62 | 2 mai 2011      | 978-4-08-870217-9 | 23 mai 2012    | 978-2-7234-8768-9 |
| Titre du volume : Périple sur l'île des hommes-poissons (魚人島の冒険, Gyojintō no bōken) Personnages en couverture : Monkey D. Luffy, Sanji Vinsmoke, Tony-Tony Chopper, Surimi, Neptune, Megalo, Keimi, Pappag, les quintuplées Medaka, Ishilly, Hiramera et MeroListe des chapitres : - Ch.604 : Vers les profondeurs (深層へ, Shinsō e) - Ch.605 : Le kraken et les pirates (クラーケンと海賊, Kurāken to kaizoku) - Ch.606 : Dans les abysses (深海の冒険, Shinkai no bōken) - Ch.607 : Dix mille mètres sous la mer (海底1万m, Kaitei ichiman mētoru) - Ch.608 : Le paradis sous-marin (海底の楽園, Kaitei no rakuen) - Ch.609 : Périple sur l'île des hommes-poissons (魚人島の冒険, Gyojintō no bōken) - Ch.610 : Madame Shyarly, l'extraordinaire voyante (占い師マダム・シャーリー, Uranaishi Madamu Shārī) - Ch.611 : Hody Jones (ホーディ・ジョーンズ, Hōdi Jōnzu) - Ch.612 : Un requin reconnaissant (助けた鮫に連れられて, Tasuketa same ni tsurerareta) - Ch.613 : La princesse sirène et la tour-coquille (硬殻塔の人魚姫, Kōkakutō no Ningyo Hime) - Ch.614 : Ce qui est fait est fait (やっちまったモンはしょうがねぇ, Yacchitta-mon wa shô ga nee) |                 |                   |                |                   |
| Résumé : - Arc Île des Hommes-Poissons (2e partie) |                 |                   |                |                   |
| 63 | 4 août 2011     | 978-4-08-870270-4 | 4 juillet 2012 | 978-2-7234-8769-6 |
| Titre du volume : Otohime et Tiger (オトヒメとタイガー, Otohime to Taigā) Personnages en couverture : Monkey D. Luffy, Roronoa Zoro, Megalo, Shirahoshi, Fisher Tiger et OtohimeListe des chapitres : - Ch.615 : La malédiction du fruit du dans-le-mille (マトマトの呪い, Mato Mato no noroi) - Ch.616 : L'anniversaire d'une vengeance (復讐の記念日, Fukushuu no kinenbi) - Ch.617 : Incident à Coral Hills (サンゴヶ丘で大事件, Sangogaoka de daijiken) - Ch.618 : La demande en mariage (プロポーズ, Puropōzu) - Ch.619 : Dans la forêt marine (海の森にて, Umi no mori nite) - Ch.620 : Un parc d'attractions tant désiré (憧れの遊園地, Akogare no yuuenchi) - Ch.621 : Otohime et Tiger (オトヒメとタイガー, Otohime to Taigā) - Ch.622 : Les pirates du soleil (タイヨウの海賊団, Taiyou no kaizoku-dan) - Ch.623 : Fisher Tiger le pirate (海賊フィッシャー・タイガー, Kaizoku Fisshā Taigā) - Ch.624 : La reine Otohime (オトヒメ王妃, Otohime Ōhi) - Ch.625 : La fin d'une volonté (受け継がない意志, Uketsuganai ishi) - Ch.626 : Les trois frères Neptune (ネプチューン3兄弟, Nepuchūn San Kyōdai)                                                      |                 |                   |                |                   |
| Résumé : - Arc Île des Hommes-Poissons (3e partie) |                 |                   |                |                   |
| 64 | 4 novembre 2011 | 978-4-08-870301-5 | 3 octobre 2012 | 978-2-7234-8770-2 |
| Titre du volume : 100 000 vs 10 (10万vs.10, Jūman Tai Jū) Personnages en couverture : Monkey D. Luffy, Roronoa Zoro, Nami, Usopp, Sanji Vinsmoke, Tony-Tony Chopper, Nico Robin, Franky, Brook et JinbeListe des chapitres : - Ch.627 : Je ne les mérite pas ! (かたじけない, Karajikenai) - Ch.628 : Le grand nettoyage (大掃除, Ōsōji) - Ch.629 : L'ancien Grand Corsaire se relève (立ち塞がる元七武海, Tachifusagaru moto Shichibukai) - Ch.630 : Révolte ! (暴れ出す, Abaredasu) - Ch.631 : La place de la Thoncorde (ギョンコルド広場, Gyonkorudo) - Ch.632 : Je le savais !! (知ってた, Shitteta) - Ch.633 : Amis ou ennemis ? (敵か味方か, Teki ka Mikata ka) - Ch.634 : 100 000 vs 10 (10万vs.10, Jūman Tai Jū) - Ch.635 : Horribles à faire bondir dans les airs (空を飛ぶ程悍ましい, Sora o Tobu Hodo Ozamashii) - Ch.636 : Le général venu d'un royaume futuriste (未来王国から来た将軍, Mirai Ōkoku kara kita Shōgun) |                 |                   |                |                   |
| Résumé : - Arc Île des Hommes-Poissons (4e partie) |                 |                   |                |                   |
| 65 | 3 février 2012  | 978-4-08-870367-1 | 2 janvier 2013 | 978-2-7234-9306-2 |
| Titre du volume : Table rase (ゼロに, Zero ni) Personnages en couverture : Monkey D. Luffy, Hody Jones, Fukaboshi, Vander Decken IX, Wadatsumi, Dosun, Zeo, Daruma, Ikaros Much et HyouzouListe des chapitres : - Ch.637 : L'arche antique (古の方舟, Inishie no Hakobune) - Ch.638 : Une princesse en fuite (にげほし, Nigehoshi) - Ch.639 : Je m'occupe de tout (全部守る, Zenbu Mamoru) - Ch.640 : Au-dessus de l'île (魚人島直上, Gyojintō chokujō) - Ch.641 : Qui es-tu ?! (お前は何だ, Omae wa Nan da) - Ch.642 : Perdre la face (面目など丸潰れ, Menmoku nado Marutsubure) - Ch.643 : Fantômes (ファントム, Fantomu) - Ch.644 : Table rase (ゼロに, Zero ni) - Ch.645 : Votre mort nourrira notre vengeance (死もまた復讐, Shi mo Mata Fukushū) - Ch.646 : La grenouille (カエル, Kaeru) |                 |                   |                |                   |
| Résumé : - Arc Île des Hommes-Poissons (5e partie) |                 |                   |                |                   |
| 66 | 2 mai 2012      | 978-4-08-870416-6 | 3 avril 2013   | 978-2-7234-9326-0 |
| Titre du volume : Vers le soleil (タイヨウへと続く道, Taiyō e to Tsuzuku Michi) Personnages en couverture : Shirahoshi, Jinbe, Monkey D. Luffy, Tashigi, Smoker, Pekoms et DelœufListe des chapitres : - Ch.647 : Arrête-toi, Noah ! (止まれノア, Tomare Noa) - Ch.648 : Vers le soleil (タイヨウへと続く道, Taiyō e to Tsuzuku Michi) - Ch.649 : La danse des daurades et des soles (タイやヒラメの舞い踊り, Tai ya Hirame no Maiodori) - Ch.650 : Deux changements à retenir (知って置くべき2つの変化, Shitteokubeki Futatsu no Henka) - Ch.651 : Une voix venue du Nouveau monde (新世界からの声, Shin Sekai kara no Koe) - Ch.652 : Une route semée d'embûches (前途多難の予感, Zento Tanan no Yokan) - Ch.653 : Le chapeau du héros (ヒーローの帽子, Hīrō no bōshi) - Ch.654 : Gam (banc de baleines) (GAM (小群), Gamu (Shōgun)) - Ch.655 : Punk Hazard (パンクハザード, Panku Hazādo) - Ch.656 : Aventure sur l’île enflammée (燃える島の冒険, Moeru Shima no Bōken) |                 |                   |                |                   |
| Résumé : - Arc Île des Hommes-Poissons (6e partie) - Arc Punk Hazard (1re partie) |                 |                   |                |                   |
| 67 | 3 août 2012     | 978-4-08-870476-0 | 3 juillet 2013 | 978-2-7234-9573-8 |
| Titre du volume : Cool Fight Personnages en couverture : Monkey D. Luffy, Nami, Sanji Vinsmoke, Tony-Tony Chopper, Franky, Smoker, Tashigi, Kinémon, Monet et César ClownListe des chapitres : - Ch.657 : Une tête coupée (生首, Namakubi) - Ch.658 : "Biscuits room" (ビスケットルーム, Bisuketto Rūmu) - Ch.659 : Une histoire de tronc (胴体の話, Dōtai no Hanashi) - Ch.660 : Trafalgar Law, le Grand Corsaire (王下七武海 トラファルガー・ロー, Ōka Shichibukai Torafarugā Rō) - Ch.661 : Les détrousseurs du lac (追剥の出る湖, Oihagi no Deru Mizūmi) - Ch.662 : Law le Grand Corsaire contre Smoker le Vice-amiral (七武海ローVSスモーカー中将, Shichibukai Rō Tai Sumōkā Chūjō) - Ch.663 : CC (CC) - Ch.664 : Maître César Clown (M・シーザー・クラウン, Masutā Shīzā Kuraun) - Ch.665 : Bonbons (CANDY) - Ch.666 : Les Yeti Cool Brothers (イエィ COOL BROTHERS, Ieti Kūru Burazāzu) - Ch.667 : Cool Fight (COOL FIGHT) |                 |                   |                |                   |
| Résumé : - Arc Punk Hazard (2e partie) |                 |                   |                |                   |
| 68 | 2 novembre 2012 | 978-4-08-870531-6 | 9 octobre 2013 | 978-2-7234-9676-6 |
| Titre du volume : Alliance entre pirates (海賊同盟, Kaizoku dōmei) Personnages en couverture : Monkey D. Luffy, Trafalgar D. Water Law, Smoker et César ClownListe des chapitres : - Ch.668 : Alliance entre pirates (海賊同盟, Kaizoku dōmei) - Ch.669 : Début des opérations (作戦開始, Sakusen kaishi) - Ch.670 : Tempête de neige et slime par moments (吹雪ときどきＳｌｉｍｅ, Fubuki Tokidoki Suraimu) - Ch.671 : Le fruit du gaz (ガスガスの実, Gasu Gasu no Mi) - Ch.672 : Kinémon, tel est mon nom !! (拙者！！名を錦えもんと申す！！, Sessha!! Na o nishi Kinemon to mōsu!!) - Ch.673 : Vergo et Joker (ヴェルゴとジョーカー, Verugo to Jōkā) - Ch.674 : De simples spectateurs (観客, Kankyaku) - Ch.675 : "Morte-Terre" (その名も「シノクニ」, Sono Na mo Shinokuni) - Ch.676 : La plus parfaite des armes de destruction massive (完全なる殺戮兵器, Kanzen naru Satsuriku Heiki) - Ch.677 : Counter Hazard !! (COUNTER HAZARD!!) - Ch.678 : Dans le hall d'entrée du bâtiment A (研究所内A棟ロビー, Kenkyūshonai A-tō robī) |                 |                   |                |                   |
| Résumé : - Arc Punk Hazard (3e partie) |                 |                   |                |                   |
| 69 | 4 mars 2013     | 978-4-08-870614-6 | 3 janvier 2014 | 978-2-7234-9823-4 |
| Titre du volume : SAD Personnages en couverture : Monkey D. Luffy, Trafalgar D. Water Law, Roronoa Zoro, Smoker, Tashigi, Momonosuké Kozuki, Tony-Tony Chopper et MochaListe des chapitres : - Ch.679 : Les héros du G-5 (心意気G-5, Kokoroiki Jī-Faibu) - Ch.680 : Vergo le démon au bambou, chef de la base G-5 de la Marine (海軍 G-5 基地長 鬼竹のヴェルゴ, Kaigun Jī-Faibu Kichicyō Kichiku No Berugo) - Ch.681 : Luffy versus César Clown (ルフィvs.M, Rufi Bāsasu Masutā) - Ch.682 : L'homme qui tire les ficelles (黒幕, Kuromaku) - Ch.683 : Une femme glaciale (氷の様な女, Kōri no Yō na Onna) - Ch.684 : Arrête, Végapunk ! (やめるんだベガパンク, Yamerunda Begapanku) - Ch.685 : Momonosuké, tel est mon nom !! (モモの助、せっしゃの名にござる！！, Momonosuke Sessha no Na ni Gozaru!!) - Ch.686 : La femme des neiges de la "Biscuits Room" (ビスケットルームの雪女, Bisuketto Rūmu no Yukion na) - Ch.687 : Une bête féroce (猛獣, Mōjū) - Ch.688 : Mocha (モチャ, Mocha) - Ch.689 : L'île qui "n'existait pas" (あの島はそこではない, Ano shima wa sokode wanai) - Ch.690 : "SAD" (SAD)                                                            |                 |                   |                |                   |
| Résumé : - Arc Punk Hazard (4e partie) |                 |                   |                |                   |
| 70 | 4 juin 2013     | 978-4-08-870660-3 | 2 avril 2014   | 978-2-7234-9933-0 |
| Titre du volume : Doflamingo sort de l'ombre (ドフラミンゴ現る, Dofuramingo Arawaru) Personnages en couverture : Monkey D. Luffy, Trafalgar D. Water Law, Don Quijote Doflamingo, Buffalo, Baby 5, Basil Hawkins, Eustass Kidd, Scratchmen Apoo, Usopp, Franky et NamiListe des chapitres : - Ch.691 : Le roi de Morte-Terre (死の国の王, Shi no kuni no ō) - Ch.692 : Des assassins venus de Dressrosa (ドレスローザから来た刺客, Doresurōza kara kita shikaku) - Ch.693 : Suicide (死んでくれ, Shinde kure) - Ch.694 : Un homme extrêmement dangereux (最も危険な男, Mottomo Kik en na Otoko) - Ch.695 : On s'en charge !!! (任せろ！！！, Makasero!!!) - Ch.696 : Un objectif commun (利害の一致, Rigai no itchi) - Ch.697 : Accord (取り引き, Torihiki) - Ch.698 : Doflamingo sort de l'ombre (ドフラミンゴ現る, Dofuramingo Arawaru) - Ch.699 : L'édition du matin (朝刊, Chōkan) - Ch.700 : Ne l'écoute pas ! (奴のペース, Yatsu no Pēsu) |                 |                   |                |                   |
| Résumé : - Arc Punk Hazard (5e partie) - Arc Dressrosa (1re partie) |                 |                   |                |                   |

### Tomes 71 à 80
| no | Japonais          | Japonais          | Français         | Français          |
| no | Date de sortie    | ISBN              | Date de sortie   | ISBN              |
| --- | ----------------- | ----------------- | ---------------- | ----------------- |
| 71 | 2 août 2013       | 978-4-08-870781-5 | 2 juillet 2014   | 978-2-7234-9934-7 |
| Titre du volume : Le Colisée de tous les dangers (曲者達のコロシアム, Kusemono-tachi no Koroshiamu) Personnages en couverture : Kyros, Elizabello II, Bartolomeo, Sai, Cavendish, Bellamy, Boo, Rebecca, Jesus Burgess, Chinjao, Dagama, Suleiman, Monkey D. Luffy, Roronoa Zoro, Sanji Vinsmoke, Franky et KinémonListe des chapitres : - Ch.701 : Aventure au pays de l'amour, de la passion et des jouets (愛と情熱とおもちゃの国の冒険, Ai to Jōnetsu to Omocha no Kuni no Bōken) L'équipage de Chapeau de paille accoste sur la côte ouest à Dressrosa et ils se séparent en trois groupes. Luffy, Zoro, Sanji, Franky et Kinémon vont dans un restaurant où ils rencontrent un homme aveugle extrêmement puissant. - Ch.702 : Le Corrida Colosseum (コリーダコロシアム, Korīda Koroshiamu) Le Shusui de Zoro est volé et ce dernier, Sanji et Kinémon courent après les voleurs. Luffy et Franky interrogent un serviteur de Doflamingo qui révèle que ce dernier organise un tournoi au Corrida Colosseum dont le vainqueur se verra remettre le pyro-fruit. - Ch.703 : Les vestiaires (控室, Hikashitsu) Luffy s'inscrit au tournoi du Colisée sous le nom de Lucy, tandis que Sanji rencontre une femme nommée Violette qui lui demande de la protéger. - Ch.704 : Lucy et la statue de Kyros (ルーシーとキュロスの像, Rūshī to Kyurosu no Zō) Luffy rencontre les autres gladiateurs tels que Cavendish, Rebecca et la Chinjao Family, et il apprend qu'il y aura quatre batailles de blocs pour la première manche. Rebecca lui montre la statue de Kyros, un gladiateur légendaire, et la bataille du bloc A se termine très rapidement avec la victoire de Jesus Burgess, le commandant du navire amiral de Barbe Noire. - Ch.705 : Maynard le traqueur (追撃のメイナード, Tsuigeki no Meinādo) Le soldat foudroyant demande l'aide de Franky tandis que dans les vestaires du Colisée, Maynard, un vice-amiral au quartier général de la Marine, a réussi à infiltrer le tournoi mais il est vaincu par Bartolomeo. L'aveugle du restaurant se révèle être un amiral au quartier général de la Marine, connu sous le nom de Fujitora, alors que le CP-0 vagabonde dans Dressrosa. - Ch.706 : Je ne rirai plus de toi (お前を笑わない, Omae o Warawanai) La bataille du bloc B commence avec Bartolomeo comme participant, ainsi que Bellamy qui reconnaît Luffy sous son déguisement et lui révèle qu'il ne rira plus de lui comme auparavant. - Ch.707 : Le bloc B (Bブロック, Bī Burokku) La bataille du bloc B fait rage tandis que dans la tribune, Chinjao découvre l'identité de Luffy et révélant qu'il a l'intention de le tuer à cause d'un passif avec Garp. - Ch.708 : Le Colisée de tous les dangers (曲者達のコロシアム, Kusemono-tachi no Koroshiamu) Chinjao attaque Luffy mais il est arrêté par ses petits-fils. La bataille du bloc B continue et, pour une raison inconnue, personne ne peut attaquer Bartolomeo. - Ch.709 : King Punch !! (キング•パンチ！！, Kingu Panchi!!) Elizabello II utilise son King Punch, mettant à terre tous les combattants sauf Bartolomeo, qui révèle qu'il est le détenteur du fruit de la barrière avant de battre Elizabello, remportant ainsi la bataille du bloc B. - Ch.710 : En route vers Green Bit (グリーンビットへ, Gurīn Bitto he) Le groupe de Law se fraye un chemin à travers le pont vers Green Bit et Robin découvre que les fées de Dressrosa sont en réalité des nains. - Ch.711 : Aventure au pays des nains (小人の国の冒険, Kobito no Kuni no Bōken) Robin et Usopp sont capturés par les nains mais ils sont facilement libérés en raison de la crédulité de ces derniers. Sur la plage de Green Bit, Sanji contacte Law et révèle que Doflamingo n'a jamais quitté l'ordre des sept grands corsaires, alors que Doflamingo et Fujitora sont sur le point d'arriver. |                   |                   |                  |                   |
| Résumé : - Arc Dressrosa (2e partie) |                   |                   |                  |                   |
| 72 | 1er novembre 2013 | 978-4-08-870833-1 | 1er octobre 2014 | 978-2-344-00431-9 |
| Titre du volume : Les oubliés de Dressrosa (ドレスローザの忘れ物, Doresurōza no Wasuremono) Personnages en couverture : Chinjao, Rebecca, Monkey D. Luffy, Kyros, Usopp, Kabu, Léo, Wicca, Flapper, Bomba et Montblanc NorlandListe des chapitres : - Ch.712 : Violette (ヴァイオレット, Baioretto) - Ch.713 : Usoland (ウソランド, Usorando) - Ch.714 : Lucy et Bully (ルーシーとウーシー, Rūshī to Ushī) - Ch.715 : Le bloc C, théâtre d'une lutte acharnée (激戦区Cブロック, Gekisen ku Shī Burokku) - Ch.716 : Don Chinjao (首領・チンジャオ, Don Chinjao) - Ch.717 : Les oubliés de Dressrosa (ドレスローザの忘れ物, Doresurōza no Wasuremono) - Ch.718 : Le roi Riku et son armée du champ de fleurs (お花畑のリク王軍, Ohanabatake no Riku-ō-gun) - Ch.719 : La puissance de Chinjao (開けチンジャオ, Hirake Chinjao) - Ch.720 : Les gladiateurs emprisonnés (囚人剣闘士, Shūjin Kentōshi) - Ch.721 : Rebecca et le soldat (レベッカと兵隊さん, Rebekka to Heitai-san) |                   |                   |                  |                   |
| Résumé : - Arc Dressrosa (3e partie) |                   |                   |                  |                   |
| 73 | 4 mars 2014       | 978-4-08-880022-6 | 7 janvier 2015   | 978-2-344-00645-0 |
| Titre du volume : L'opération Dressrosa S.O.P. (ドレスローザSOP作戦, Doresurōza Esu Ō Pī Sakusen) Personnages en couverture : Monkey D. Luffy, Sanji Vinsmoke, Nami, Tony-Tony Chopper, Brook, Trafalgar D. Water Law, Don Quijote Doflamingo, Riku Dold III, César Clown et Momonosuké KozukiListe des chapitres : - Ch.722 : De sang royal (王族の血統, Ōzoku no Kettō) - Ch.723 : Changement de plan (変更作戦, Henkō Sakusen) - Ch.724 : La stratégie de Law (ローの作戦, Rō no Sakusen) - Ch.725 : L'invaincue (無敗の女, Muhai no Onna) - Ch.726 : La dynastie des Riku (リク一族, Riku Ichizoku) - Ch.727 : Un héros tapi dans l'ombre (待ち伏せるヒーロー, Machibuseru Hīrō) - Ch.728 : Tragédies (悲劇の数, Higeki no Kazu) - Ch.729 : Grand Corsaire contre Grand Corsaire - Doflamingo versus Law (七武海ドフラミンゴVS.七武海ロー, Shichibukai Dofuramingo tai Shichibukai Rō) - Ch.730 : Trois atouts (３枚のカード, San-Mai no kādo) - Ch.731 : L'opération Dressrosa S.O.P. (ドレスローザSOP作戦, Doresurōza Esu Ō Pī Sakusen) |                   |                   |                  |                   |
| Résumé : - Arc Dressrosa (4e partie) |                   |                   |                  |                   |
| 74 | 4 juin 2014       | 978-4-08-880069-1 | 1er avril 2015   | 978-2-344-00659-7 |
| Titre du volume : Je serai toujours à tes côtés (いつでもキミのそばにいる, Itsudemo Rocket Mani no Soba ni Iru) Personnages en couverture : Monkey D. Luffy, Viola, Kyros, Usopp, Franky, Sugar, Trébol, Señor Pink et PicaListe des chapitres : - Ch.732 : Le monde souterrain (地下の世界, Chika no Sekai) - Ch.733 : Ce que désire Monsieur le soldat (兵隊さんの欲しいもの, Heitai-san no Hoshīmono) - Ch.734 : La rafale de Rommel (ロンメルのカマイタチ, Ronmeru no Kamaitachi) - Ch.735 : Les véritables intentions de Fujitora (藤虎の思惑, Fujitora no Omowaku) - Ch.736 : Lieutenant-chef Diamante (最高幹部ディアマンテ, Saikō Kanbu Diamante) - Ch.737 : La tour de contrôle (幹部塔, Kanbu Tō) - Ch.738 : Lieutenant spécial Sugar de l'armée de Trébol (トレーボル軍 特別幹部シュガー, Torebōru Gun - Tokubetsu Kanbu Shugā) - Ch.739 : Commandant ! (隊長!, Taichō!) - Ch.740 : Je compte sur toi !! (頼む！！, Tanomu!!) - Ch.741 : Usoland le menteur (うそつきウソランド, Usotsuki Usorando) - Ch.742 : Je serai toujours à tes côtés (いつでもキミのそばにいる, Itsudemo Rocket Mani no Soba ni Iru) |                   |                   |                  |                   |
| Résumé : - Arc Dressrosa (5e partie) |                   |                   |                  |                   |
| 75 | 4 septembre 2014  | 978-4-08-880171-1 | 1er juillet 2015 | 978-2-344-00839-3 |
| Titre du volume : Ma gratitude (おれの恩返し, Ore no Ongaeshi) Personnages en couverture : Monkey D. Luffy, Roronoa Zoro, Trafalgar D. Water Law, Issho, Pica, Kyros, Sabo et KoalaListe des chapitres : - Ch.743 : Dressrosa tremble (激震のドレスローザ, Gekishin no Doresurōza) - Ch.744 : Le chef d'état-major de l'armée révolutionnaire (革命軍参謀総長, Kakumei-gun Sanbō Sōchō) - Ch.745 : La cage à oiseaux (鳥カゴ, Torikago) - Ch.746 : Étoiles (星, Hoshi) - Ch.747 : Lieutenant-chef Pica (最高幹部ピーカ, Saikō Kanbu Pīka) - Ch.748 : Ma gratitude (おれの恩返し, Ore no Ongaeshi) - Ch.749 : En avant, combattants du Colisée ! (すすめ！ 曲者軍団, Susume! Kusemono Gundan) - Ch.750 : Une bataille sur quatre fronts (戦局, Senkyoku) - Ch.751 : Sabo versus l'Amiral Fujitora (サボVS大将藤虎, Sabo tai Taishō Fujitora) - Ch.752 : Retournement de situation (掌, Tenohira) |                   |                   |                  |                   |
| Résumé : - Arc Dressrosa (6e partie) |                   |                   |                  |                   |
| 76 | 27 décembre 2014  | 978-4-08-880219-0 | 2 septembre 2015 | 978-2-344-00842-3 |
| Titre du volume : Poursuis ta route ! (構わず進め, Kamawazu Susume) Personnages en couverture : Monkey D. Luffy, Trafalgar D. Water Law, Roronoa Zoro, Nico Robin, Usopp, Rebecca, Kyros, Cavendish, Sabo, Bartolomeo, Franky, Kanjuro et LéoListe des chapitres : - Ch.753 : L'art de la guerre (戦, Ikusa) - Ch.754 : Souviens-toi de moi (お見知り置きを, Omishirioki o) - Ch.755 : Un monde d'hommes (男の世界, Otoko no Sekai) - Ch.756 : Le 4e niveau (４段目, Yondanme) - Ch.757 : L'atout maître (切り札, Kirifuda) - Ch.758 : Poursuis ta route ! (構わず進め, Kamawazu Susume) - Ch.759 : Un plan secret (秘策, Hisaku) - Ch.760 : Un pari identique (同じ賭け, Onaji Kake) - Ch.761 : Le fruit du bistouri (オペオペの実, Ope Ope no Mi) - Ch.762 : La ville blanche (白い町, Shiroi Machi) - Ch.763 : Proclamation d'humanité (人間宣言, Ningen Sengen) |                   |                   |                  |                   |
| Résumé : - Arc Dressrosa (7e partie) |                   |                   |                  |                   |
| 77 | 3 avril 2015      | 978-4-08-880326-5 | 18 novembre 2015 | 978-2-344-00843-0 |
| Titre du volume : Smile (スマイル, Sumairu) Personnages en couverture : Don Quijote Doflamingo, Diamante, Pica, Trébol, Buffalo, Jora, Dellinger, Lao G, Señor Pink, Gladius, Sugar, Machvise et Baby 5Liste des chapitres : - Ch.764 : Le monstre blanc (ホワイトモンスター, Howaito Monsutā) - Ch.765 : Minion, l'île du destin (運命の島ミニオン, Unmei no Shima Minion) - Ch.766 : Smile (スマイル, Sumairu) - Ch.767 : Cora (コラさん, Kora-san) - Ch.768 : Appuyer sur la détente (あの日の引鉄, Ano Hi no Hikigane) - Ch.769 : Bellamy le pirate (海賊ベラミー, Kaizoku Beramī) - Ch.770 : La lance d'Erbaf (エルバフの槍, Erubafu no Yari) - Ch.771 : Don Sai, Commandant en chef de la Marine des huit trésors (八宝水軍首領・サイ, Happō Suigun Don Sai) - Ch.772 : Pâte à quiche et Roméo (キャベツとロメオ, Kyabetsu to Romeo) - Ch.773 : Moitié-moitié (ハーフ＆ハーフ, Hāfu ando Hāfu) - Ch.774 : Léo, chef des guerriers Tontatta (トンタッタ族戦士長レオ, Tontatta-zoku Senshichō Reo) - Ch.775 : Par amour pour Lucian (ルシアンに愛を込めて, Rushian ni Ai wo Komete) |                   |                   |                  |                   |
| Résumé : - Arc Dressrosa (8e partie) |                   |                   |                  |                   |
| 78 | 3 juillet 2015    | 978-4-08-880422-4 | 2 mars 2016      | 978-2-344-01322-9 |
| Titre du volume : L'icône du mal (悪のカリスマ, Aku no Karisuma) Personnages en couverture : Monkey D. Luffy, Trafalgar D. Water Law, Roronoa Zoro, Franky, Nico Robin, Usopp, Hajrudin, Orlumbus, Cavendish, Bartolomeo, Sai, Ideo, Elizabello II, Rampo, Wicca, Chao, Kabu, Manshelly, Léo, Inhel, Bomba et BianListe des chapitres : - Ch.776 : Le héros du Colisée (コロシアムの英雄, Koroshiamu no Eiyū) - Ch.777 : Zoro versus Pica (ゾロVSピーカ, Zoro tai Pika) - Ch.778 : Stratégie numéro 5 (TACTICS No.5, Takutikusu Nanbā Faibu) - Ch.779 : Mon dernier combat (最期のケンカ, Saigo no Kenka) - Ch.780 : L'emprise du cœur (ハートの呪縛, Hāto no Jubaku) - Ch.781 : Sa volonté (本懐, Honkai) - Ch.782 : L'icône du mal (悪のカリスマ, Aku no Karisuma) - Ch.783 : C'est moi qui vais t'apprendre (邪魔だ, Jama da) - Ch.784 : Gear Fourth (ギア４, Gia Fōsu) - Ch.785 : Même avec une jambe cassée (足が折れても, Ashi ga Kiretemo) |                   |                   |                  |                   |
| Résumé : - Arc Dressrosa (9e partie) |                   |                   |                  |                   |
| 79 | 2 octobre 2015    | 978-4-08-880496-5 | 6 juillet 2016   | 978-2-344-01637-4 |
| Titre du volume : Lucy !! (LUCY!!, Rūshī!!) Personnages en couverture : Monkey D. Luffy, Don Quijote Doflamingo, Sakazuki, Issho, Gatz, Kyros, Kabu et ManshellyListe des chapitres : - Ch.786 : Gatz (ギャッツ, Gyattsu) - Ch.787 : Encore quatre minutes (4分前, Yonpun Mae) - Ch.788 : Mon combat (私の戦い, Watashi no Tatakai) - Ch.789 : Lucy !! (LUCY!!, Rūshī!!) - Ch.790 : Ciel et terre (天と地, Ten to Chi) - Ch.791 : Dans les décombres (ガレキ, Gareki) - Ch.792 : Prosternation (土下座, Dogeza) - Ch.793 : Tigre et chien (虎と犬, Tora to Inu) - Ch.794 : L'aventure de Sabo (サボの冒険, Sabo no Bōken) - Ch.795 : Suicide (自殺, Jisatsu) |                   |                   |                  |                   |
| Résumé : - Arc Dressrosa (10e partie) |                   |                   |                  |                   |
| 80 | 28 décembre 2015  | 978-4-08-880578-8 | 5 octobre 2016   | 978-2-344-01747-0 |
| Titre du volume : Vers une bataille sans précédent (開幕宣言, Kaimaku Sengen) Personnages en couverture : Monkey D. Luffy, Rebecca, Issho, Tsuru, Sengoku, Bakkin, Edward Weeble, Baggy, Sai, Hajrudin, Ideo et OrlumbusListe des chapitres : - Ch.796 : La décision de Monsieur le soldat (兵隊さんの決意, Heitai-san no ketsui) - Ch.797 : Rebecca (レベッカ, Rebekka) - Ch.798 : Heart (ハート, Hāto) - Ch.799 : Maître et serviteurs (親と子, Oya to Ko) - Ch.800 : Serment d'allégeance (子分盃, Kobun Sakazuki) - Ch.801 : Vers une bataille sans précédent (開幕宣言, Kaimaku Sengen) - Ch.802 : Zo (ゾウ, Zō) - Ch.803 : Escalade pachydermique (登象, Tozō) - Ch.804 : Aventure au pays du dos de l'éléphant (象の背の国の冒険, Zō no Se no Kuni no Bōken) - Ch.805 : La tribu des Minks (ミンク族, Minku-zoku) - Ch.806 : Dans la forteresse du flanc droit (右腹の砦にて, Ubara no Toride nite) |                   |                   |                  |                   |
| Résumé : - Arc Dressrosa (11e partie) - Arc Zo (1re partie) |                   |                   |                  |                   |

### Shueisha BOOKS
1. 1 2  Tome 61
2. 1 2  Tome 62
3. 1 2  Tome 63
4. 1 2  Tome 64
5. 1 2  Tome 65
6. 1 2  Tome 66
7. 1 2  Tome 67
8. 1 2  Tome 68
9. 1 2  Tome 69
10. 1 2  Tome 70
11. 1 2  Tome 71
12. 1 2  Tome 72
13. 1 2  Tome 73
14. 1 2  Tome 74
15. 1 2  Tome 75
16. 1 2  Tome 76
17. 1 2  Tome 77
18. 1 2  Tome 78
19. 1 2  Tome 79
20. 1 2  Tome 80

### Glénat manga
1. 1 2  Tome 61
2. 1 2  Tome 62
3. 1 2  Tome 63
4. 1 2  Tome 64
5. 1 2  Tome 65
6. 1 2  Tome 66
7. 1 2  Tome 67
8. 1 2  Tome 68
9. 1 2  Tome 69
10. 1 2  Tome 70
11. 1 2  Tome 71
12. 1 2  Tome 72
13. 1 2  Tome 73
14. 1 2  Tome 74
15. 1 2  Tome 75
16. 1 2  Tome 76
17. 1 2  Tome 77
18. 1 2  Tome 78
19. 1 2  Tome 79
20. 1 2  Tome 80